# Catharine Parr Traill

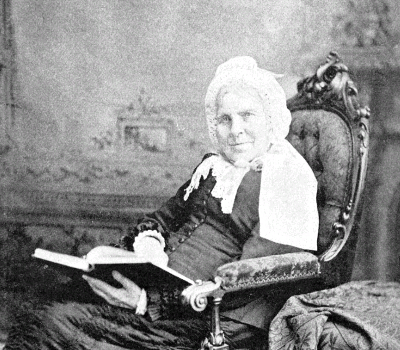
Catharine Parr Trail (* 1802)

Catharine Parr Traill (geborene Catharine Parr Strickland; * 9. Januar 1802 in London; † 29. August 1899 in Lakefield, Ontario, Kanada) war eine britisch-kanadische Schriftstellerin und Botanikerin.
Nach ihrer Heirat 1832 mit Thomas Traill wanderten sie nach Kanada aus. Ihr Mann, der als Offizier aus den Napoleonischen Kriegen zurückkehrte, hatte Anspruch auf kanadisches Siedlungsland. Sie siedelten nahe Peterborough (Ontario) (Oberkanada).
In Kanada setzte Traill, die schon in ihrer Jugend Kinderbücher geschrieben hatte, ihre schriftstellerische Arbeit fort. Bemerkenswert sind ihre Schilderungen des Lebens der kanadischen Siedler The Backwoods of Canada (1836) und Canadian Crusoes (1851), von denen (zumindest) die erstere als Briefe aus den Wäldern Kanadas auf Deutsch erschienen ist (1846 bereits in zweiter Auflage).
Mit Canadian Wild Flowers (1865) und Studies of Plant Life in Canada (1885) verfasste sie frühe Beschreibungen der kanadischen Flora. Ihr botanisches Autorenkürzel lautet „C.Traill“.
Die kanadische Bundesregierung ehrte Traill am 15. November 1974 für ihr Werk als Schriftstellerin sowie Botanikerin und erklärte sie zu einer „Person von nationaler historischer Bedeutung“. Außerdem ist nach ihr das „Catharine Parr Traill College“ der Trent University in Peterborough benannt.

## Werke
- The Tell Tale – 1818
- Disobedience – 1819
- Reformation – 1819
- Nursery Fables – 1821
- Little Downy – 1822
- The Flower-Basket – 1825
- Prejudice Reproved – 1826
- The Young Emigrants – 1826
- The Juvenile Forget-Me-Not – 1827
- The Keepsake Guineas – 1828
- Amendment – 1828
- Sketches from Nature – 1830
- Sketch Book of a Young Naturalist – 1831
- Narratives of Nature – 1831
- The Backwoods of Canada – 1836
- Canadian Crusoes – 1852
- The Female Emigrant’s Guide – 1854
- Lady Mary and Her Nurse – 1856
- Canadian Wild Flowers – 1868
- Studies of Plant Life in Canada – 1885
- Pearls and Pebbles – 1894
- Cot and Cradle Stories – 1895
- A view from the road. Sammlung von Kurzgeschichten. Goose Lane, Fredericton 1989
- Afar in the forest; Or, pictures of life and scenery in the wilds of Canada. Sammelband. Chizine – Hansebooks, 2017[3]

deutsche Ausgaben
- Catherine Parr Strickland Traill: Ansiedlungen in den Urwäldern von Canada. Ein Wegweiser für Auswanderer nach Amerika von einer Emigrantin. Übers. F. M. Wiese. Baumgärtner, Leipzig 1837 online
- Briefe aus den Wäldern Kanadas. (The backwoods of Canada) Polzer, Potsdam 2000 (nach der 2. dt. Aufl. 1846) ISBN 3-934535-03-8 (= Briefe von 1832 bis 1835)
- Übers. Peter Meier: Briefe aus den Wäldern Kanadas. Reclams Universalbibliothek No. 1306, Leipzig 1989
  - Auszug: Brief aus den Wäldern. (L'envoi) Neu-Übers. Ursula Flitner, in Frauen in Kanada. Erzählungen und Gedichte. dtv, München 1993, S. 7–21.